# Hosius av Cordoba
Hosius av Cordoba, född omkring 256, död omkring 358, var en spansk biskop.
Hosius var biskop av Córdoba, kejsar Konstantins rådgivare och en av ledarna på kyrkomötet i Nicaea 325 och ivrig förkämpe för den där antagna, mot arianismen riktade trosbekännelsen.